# Green-white-checker finish
La green-white-checkered finish è una regola adottata nei campionati automobilistici NASCAR a partire dal 2004. Essa prevede che, qualora ci sia la possibilità che una corsa possa finire sotto pace car, essa venga allungata per permettere la sua conclusione in regime di gara libera.

## Descrizione
In passato era accaduto diverse volte che, a causa di incidenti o altro, venisse esposta la bandiera gialla e facesse il suo ingresso la pace car nelle ultimissime battute di gara, e che quest'ultima finisse in una molto poco spettacolare passerella delle auto in fila indiana, e a velocità ridotta sotto la bandiera a scacchi. In seguito alle rimostranze del pubblico e delle televisioni la NASCAR nel 2004 decise di introdurre la regola del gree-white-checkered finish.
In sostanza se il periodo di "caution" si protrae fino alla fine della gara, essa viene allungata in modo che, appena è possibile riprendere la corsa libera, si possano percorrere gli ultimi due giri: infatti all'inizio di quello che è il penultimo giro viene esposta la bandiera verde (green flag) che riapre le ostilità, al successivo passaggio inizia l'ultimo giro, annunciato dalla direzione gara con la bandiera bianca (white flag), per poi concludersi sotto la tradizionale bandiera a scacchi (checkered flag). Qualora nel frattempo dovessero accadere altri incidenti tali per cui la gara debba essere di nuovo interrotta, tutta la procedura viene ripetuta.
Esiste un solo caso, dal 2004, in cui questa regola non è stata pienamente applicata: infatti nella gara disputata a Pocono nel 2007, a causa dei ripetuti "imprevisti" a fine corsa, la green-white-checkered è stata applicata ben sei volte. Alla fine, anche a causa del sopraggiungere del buio (l'impianto di Pocono non è illuminato), il race director decise di porre fine alle ostilità in regime di caution.
La green-white-checkered non si applica nelle gare su circuito stradale, ma solo in quelle su ovale.